# Coupe Memorial 1937
Navigation
Édition précédente Édition suivante
La finale de l'édition 1937 de la Coupe Memorial est présentée au Maple Leaf Gardens de Toronto en Ontario. Le tournoi est disputé dans une série au meilleur de cinq rencontres entre le vainqueur du trophée George T. Richardson, remis à l'équipe championne de l'est du Canada et le vainqueur de la Coupe Abbott remis au champion de l'ouest du pays.

## Équipes participantes
- Les Redmen de Copper Cliff de l'Association de hockey du nord de l'Ontario, en tant que vainqueurs du trophée George T. Richardson.
- Les Monarchs de Winnipeg de la Ligue de hockey junior du Manitoba en tant que vainqueurs de la Coupe Abbott.

### Résultats
| Match | Vainqueur              | Résultat | Perdant                | Lieu                         |
| ----- | ---------------------- | -------- | ---------------------- | ---------------------------- |
| 1     | Redmen de Copper Cliff | 4-3 (P)  | Monarchs de Winnipeg   | Maple Leaf Gardens (Toronto) |
| 2     | Monarchs de Winnipeg   | 6-5      | Redmen de Copper Cliff | Maple Leaf Gardens           |
| 3     | Monarchs de Winnipeg   | 2-1      | Redmen de Copper Cliff | Maple Leaf Gardens           |
| 4     | Monarchs de Winnipeg   | 7-0      | Redmen de Copper Cliff | Maple Leaf Gardens           |

## Effectifs
Voici la liste des joueurs des Monarchs de Winnipeg, équipe championne du tournoi 1937 :
- Entraîneur : Harry Neil
- Joueurs : Jack Atcheson, Ami Clement, Ted Dent, Zenon Ferley, Jack Fox, Dick Kowcinak, Pete Langelle, Lucien Martel, Johnny McCready, A. Peletier, Alf Pike, Paul Rheault, Denny Robinson et Remi Vandaele.